# Xã Grant, Quận Greene, Iowa
Xã Grant (tiếng Anh: Grant Township) là một xã thuộc quận Greene, tiểu bang Iowa, Hoa Kỳ. Năm 2010, dân số của xã này là 201 người.